# 李永
李 永（り えい、生年不詳 - 開成3年10月16日（838年11月6日））は、唐の皇族。第14代皇帝文宗の長男。諡は荘恪太子。生母は王徳妃。

## 生涯
大和4年（830年）に魯王に封じられ、大和6年（832年）に皇太子に立てられた。韋貫之が侍読として教育係となったが、李永は遊び好きで政務を怠り、家臣らを絶望させたという。しばらくして生母の王徳妃の寵愛が衰え、楊賢妃が帝の寵愛を受けたために、文宗は李永を廃嫡し、少陽院に幽閉した。そして、開成3年10月庚子（838年11月6日）に前太子の李永は早世した。